# Andrea Ávila
Andrea Verónica Ávila (ur. 4 kwietnia 1970 w Villa Carlos Paz) – argentyńska lekkoatletka specjalizująca się w skoku w dal oraz trójskoku. Pięciokrotna medalistka mistrzostw Ameryki Południowej, dwukrotna medalistka igrzysk panamerykańskich, wielokrotna złota medalistka mistrzostw ibero-amerykańskich oraz igrzysk Ameryki Południowej, trzykrotna uczestniczka mistrzostw świata. Olimpijka z Atlanty oraz Aten.

## Przebieg kariery
W latach 80. XX wieku zdobywała liczne medale lekkoatletycznych mistrzostw w kategorii wiekowej U-18 oraz U-20, w tym złoty medal mistrzostw Ameryki Południowej juniorów w 1989 roku (w konkurencji skoku w dal) i srebrny medal mistrzostw Ameryki Południowej do lat 18 w konkurencji sztafety 4 × 100 m. W 1990 otrzymała pierwszy w karierze złoty medal igrzysk południowo-amerykańskich, jak również pierwszy w karierze krążek mistrzostw ibero-amerykańskich, oba te osiągnięcia zdobyła w konkurencji skoku w dal. W 1993 debiutowała na mistrzostwach świata – zarówno w hali, jak i na stadionie, ale w obu startach odpadła w eliminacjach. Startowała na rozgrywanych w Limie mistrzostwach Ameryki Południowej, gdzie zdobyła dwa złote medale, w konkurencji skoku w dal i trójskoku (wynik 13,91 m był równocześnie nowym rekordem zarówno mistrzostw, jak i rekordem Argentyny). W 1995 sięgnęła po dwa medale igrzysk panamerykańskich.
Brała udział w igrzyskach olimpijskich w Atlancie. Zawodniczka przystąpiła do konkurencji skoku w dal, ale odpadła w eliminacjach, w tej fazie zajęła 18. pozycję z wynikiem 6,00 m. W drugim starcie olimpijskim, który miał miejsce w Sydney, również startowała w konkurencji skoku w dal i również odpadła w eliminacjach, zajmując w swej kolejce 15. pozycję z wynikiem 6,11 m.
Na mistrzostwach Argentyny wywalczyła w latach 1998-2001 sześć złotych medali – po trzy w skoku w dal oraz w trójskoku.

## Osiągnięcia
| Rok     | Zawody                                             | Miasto         | Miejsce | Konkurencja        | Wynik     |
| ------- | -------------------------------------------------- | -------------- | ------- | ------------------ | --------- |
| 1984    | Mistrzostwa Ameryki Południowej juniorów młodszych | Tarija         | 2.      | sztafeta 4 × 100 m | 50,90     |
| 1987    | Mistrzostwa Ameryki Południowej juniorów           | Santiago       | 3.      | skok w dal         | 5,68      |
| 1989    | Mistrzostwa Ameryki Południowej juniorów           | Montevideo     | 1.      | skok w dal         | 5,98      |
| 1989    | Mistrzostwa Ameryki Południowej juniorów           | Montevideo     | 3.      | skok wzwyż         | 1,66      |
| 1989    | Mistrzostwa panamerykańskie juniorów               | Santa Fe       | 2.      | skok w dal         | 5,88      |
| 1990    | Mistrzostwa ibero-amerykańskie                     | Manaus         | 2.      | skok w dal         | 6,16      |
| 1990    | Igrzyska Ameryki Południowej                       | Lima           | 1.      | skok w dal         | 6,12      |
| 1992    | Mistrzostwa ibero-amerykańskie                     | Sewilla        | 3.      | trójskok           | 12,82     |
| 1993    | Halowe mistrzostwa świata                          | Toronto        | 10.     | trójskok           | 13,35     |
| 1993    | Mistrzostwa Ameryki Południowej                    | Lima           | 1.      | skok w dal         | 6,45      |
| 1993    | Mistrzostwa Ameryki Południowej                    | Lima           | 1.      | trójskok           | 13,91     |
| 1993    | Mistrzostwa świata                                 | Stuttgart      | 12. H   | skok w dal         | 6,23      |
| 1993    | Mistrzostwa świata                                 | Stuttgart      | NM H    | trójskok           | N/A       |
| 1994    | Mistrzostwa ibero-amerykańskie                     | Mar del Plata  | 1.      | skok w dal         | 1,83      |
| 1994    | Mistrzostwa ibero-amerykańskie                     | Mar del Plata  | 1.      | trójskok           | 1,75      |
| 1994    | Igrzyska Ameryki Południowej                       | Valencia       | 1.      | skok w dal         | 6,51      |
| 1994    | Igrzyska Ameryki Południowej                       | Valencia       | 1.      | trójskok           | 13,12     |
| 1995    | Igrzyska panamerykańskie                           | Mar del Plata  | 2.      | skok w dal         | 6,52      |
| 1995    | Igrzyska panamerykańskie                           | Mar del Plata  | 3.      | trójskok           | 13,84     |
| 1995    | Mistrzostwa Ameryki Południowej                    | Manaus         | 1.      | skok w dal         | 6,58      |
| 1995    | Mistrzostwa Ameryki Południowej                    | Manaus         | 1.      | trójskok           | 13,34     |
| 1995    | Mistrzostwa Ameryki Południowej                    | Manaus         | 3.      | siedmiobój         | 5290 pkt. |
| 1995    | Mistrzostwa świata                                 | Göteborg       | 12. H   | skok w dal         | 6,39      |
| 1995    | Mistrzostwa świata                                 | Göteborg       | 13. H   | trójskok           | 13,41     |
| 1996    | Letnie igrzyska olimpijskie                        | Atlanta        | 18. H   | skok w dal         | 6,00      |
| 1997    | Mistrzostwa Ameryki Południowej                    | Mar del Plata  | 2.      | skok w dal         | 6,26      |
| 1997    | Mistrzostwa Ameryki Południowej                    | Mar del Plata  | 1.      | trójskok           | 13,76     |
| 1997    | Mistrzostwa świata                                 | Ateny          | 17. H   | skok w dal         | 6,08      |
| 1997    | Mistrzostwa świata                                 | Ateny          | 14. H   | trójskok           | 13,45     |
| 1998    | Mistrzostwa ibero-amerykańskie                     | Lizbona        | 1.      | skok w dal         | 6,41      |
| 1998    | Mistrzostwa ibero-amerykańskie                     | Lizbona        | 4.      | trójskok           | 13,36     |
| 1998    | Igrzyska Ameryki Południowej                       | Cuenca         | 2.      | skok w dal         | 6,36      |
| 1998    | Igrzyska Ameryki Południowej                       | Cuenca         | 1.      | trójskok           | 13,60     |
| 1999    | Mistrzostwa Ameryki Południowej                    | Bogota         | 5.      | skok w dal         | 6,59      |
| 1999    | Mistrzostwa Ameryki Południowej                    | Bogota         | 3.      | trójskok           | 13,57     |
| 1999    | Igrzyska panamerykańskie                           | Winnipeg       | 11.     | skok w dal         | 6,03      |
| 1999    | Igrzyska panamerykańskie                           | Winnipeg       | 7.      | trójskok           | 13,40     |
| 2000    | Mistrzostwa ibero-amerykańskie                     | Rio de Janeiro | 2.      | skok w dal         | 6,41      |
| 2000    | Letnie igrzyska olimpijskie                        | Sydney         | 15. H   | skok w dal         | 6,11      |
| 2001    | Mistrzostwa Ameryki Południowej                    | Manaus         | 5.      | skok w dal         | 5,99      |
| Źródło: |                                                    |                |         |                    |           |

## Rekordy życiowe
- skok w dal – 6,61 (10 kwietnia 1999, Mar del Plata)
- trójskok – 13,91 (9 lipca 1993, Lima)

Halowe
- trójskok – 13,66 (13 marca 1993, Toronto)

Źródło: 